# Institut national de recherche et développement en micro-technologies (Bucarest)
L'Institut national de recherche et développement en micro-technologies est une université publique de Bucarest, Roumanie, fondée en 1997.